# Supt
Supt là một xã trong vùng hành chính Franche-Comté, thuộc tỉnh Jura, quận Lons-le-Saunier, tổng Champagnole. Tọa độ địa lý của xã là 46° 50' vĩ độ bắc, 05° 57' kinh độ đông. Supt nằm trên độ cao trung bình là 642 mét trên mực nước biển, có điểm thấp nhất là 612 mét và điểm cao nhất là 881 mét. Xã có diện tích 13.97 km², dân số vào thời điểm 2006 là 98 người; mật độ dân số là 7 người/km².

## Thông tin nhân khẩu
| 1962 | 1968 | 1975 | 1982 | 1990 | 1999 |
| ---- | ---- | ---- | ---- | ---- | ---- |
| 110  | 137  | 119  | 120  | 102  | 107  |